# サブシー7

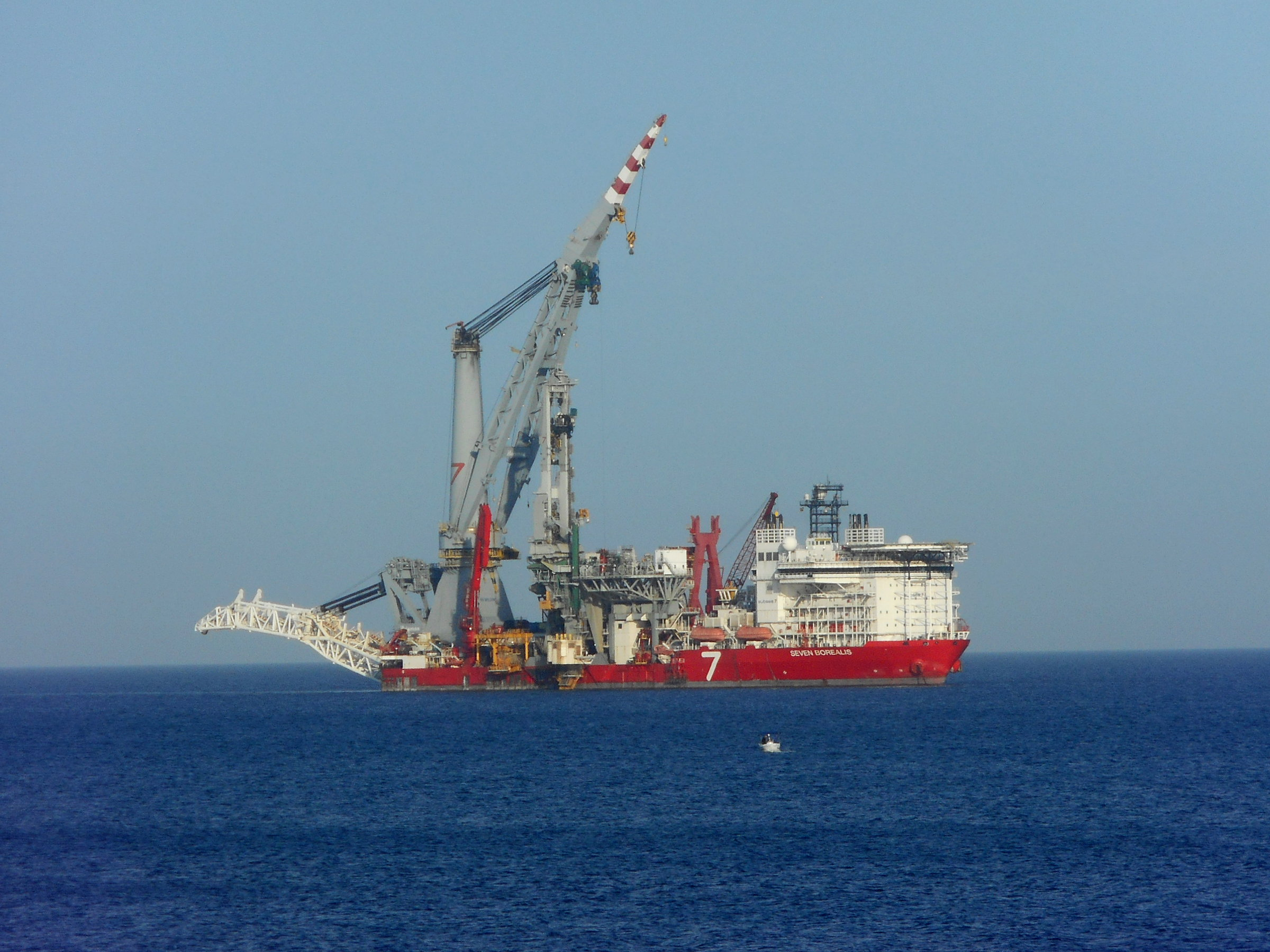
Seven Borealis号

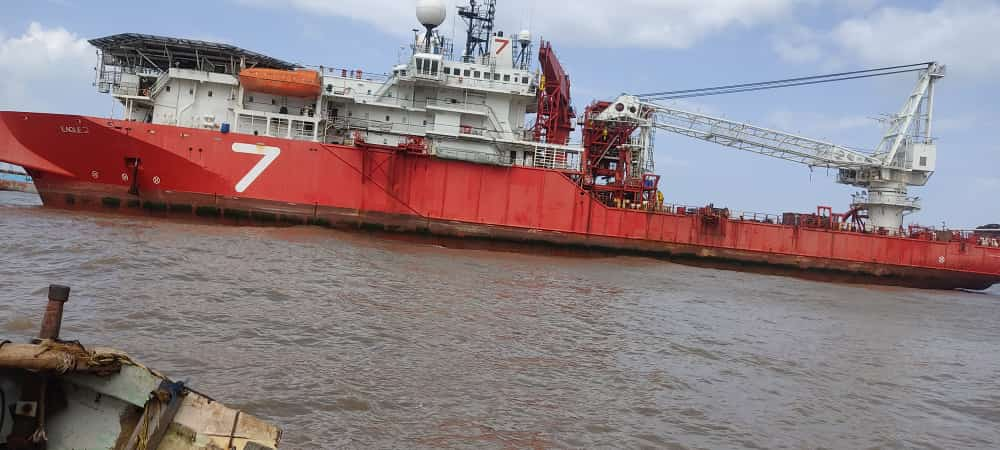
インドで解体中のSeven Eagle号

サブシー7（サブシーセブン、ルクセンブルク語: Subsea 7 S.A.）は、海中でのエンジニアリングおよび建設を主要事業とするオフショア企業。本社機能はイギリス・ロンドンに置かれ（登記上の本店はルクセンブルク）、世界30カ国以上に拠点を持つ。オスロ証券取引所上場企業（OSE: SUBC）。

## 沿革
前身企業の一つであるAcergy S.A.は、デンマークのStolt-Nielsen Seaway A/SとルクセンブルクのStolt-Nielsen S.A.の合併により、1992年にノルウェーで設立（登記上の本店はルクセンブルク）され、1993年にオスロ証券取引所上場企業となった。
他方、Subsea 7 Inc.は、アメリカ合衆国において、Subsea OffshoreとRockwaterが1999年に統合してできたHalliburton Subseaと、DSNDが、2002年に合併することで設立された。同社は2005年にNASDAQの株式公開企業となり、同年事業の再構築を行っていた。
2011年1月、Acergy S.A.はSubsea 7 Inc.と合併し、合併後はサブシー7の社名を引き継いだ上で、Acergy S.A.が株式の54％を占めることとなり、また本社機能はロンドン（サットン）に置かれることとなり、現在のSubsea 7 S.A.となった。現在の主要株主はSiem Industriesで、約20%を保有する。
2017年6月、千代田化工建設の破産した子会社イマス・チヨダ・サブシーを取得した。

## 事業領域
サブシー7の主要事業領域は以下の五つからなる。
1. 海中の開発（Subsea field development）
2. 石油掘削装置の遠隔操作サポートROV support to Drill Rig Operations （この部門はi-Techと呼ばれている）
3. 調査と修理、メンテナンス（Inspection, Repair and Maintenance）
4. 調査と位置決め（Survey and Positioning、 この部門はVeriposと呼ばれている）
5. 海中での科学技術の開発と応用（Development and Application of Subsea Technology）

サブシー7の収益源の45%は北海、28%は西アフリカ、11%はブラジル、8%はアジア太平洋、7%はメキシコ湾岸からなっている。